# Eotetranychus herbicolus
Eotetranychus herbicolus är en spindeldjursart som beskrevs av Flechtmann 2004. Eotetranychus herbicolus ingår i släktet Eotetranychus och familjen Tetranychidae. Inga underarter finns listade i Catalogue of Life.